# Ronde van San Juan 2020
De Ronde van San Juan 2020 (Vuelta Ciclista a la Provincia de San Juan) werd verreden van 26 januari tot en met 2 februari in de provincie San Juan met start en finish in de hoofdstad San Juan in Argentinië. Het was de achtendertigste editie van deze meerdaagse etappekoers. De ronde was de eerste wedstrijd op de nieuwe UCI ProSeries 2020-kalender. De titelhouder Winner Anacona werd opgevolgd door de Belg Remco Evenepoel.

## Deelnemende ploegen
Van de 27 deelnemende teams namen de zes Argentijnse teams deel met zeven renners en de 21 andere teams elk met zes renners wat het totaal aantal deelnemers op 168 bracht.
| WorldTour              | UCI ProTeam                 | Continentaal                               | Nationale selectie |
| ---------------------- | --------------------------- | ------------------------------------------ | ------------------ |
| BORA-hansgrohe         | Androni-Sidermec-Bottecchia | Agrupacion Virgen De Fatima                | Argentinië         |
| Cofidis                | Bardiani CSF                | Equipo Continental Municipalidad de Pocito | Brazilië           |
| Deceuninck–Quick-Step  | Fundación-Orbea             | Municipalidad de Rawson Somos Todos        | Italië             |
| Israel Start-Up Nation | Rally Cycling               | Sindicato Empleados Públicos of San Juan   | Panama             |
| Movistar Team          | Vini Zabù-KTM               | Transportes Puertas de Cuyo                | Peru               |
| UAE Team Emirates      |                             | Amore & Vita-Prodir                        | Rusland            |
|                        |                             | Atum General–Tavira–Maria Nova Hotel       | Venezuela          |
|                        |                             | Colombia Tierra de Atletas-GW Bicicletas   |                    |
|                        |                             | Team Medellin                              |                    |

## Etappe-overzicht
| Etappe | Datum      | Start                      | Finish                     | Afstand  | Type                | Winnaar          | Klassementsleider |
| ------ | ---------- | -------------------------- | -------------------------- | -------- | ------------------- | ---------------- | ----------------- |
| 1e     | 26 januari | San Juan                   | San Juan                   | 163,5 km | Vlakke rit          | Rudy Barbier     | Rudy Barbier      |
| 2e     | 27 januari | Pocito                     | Pocito                     | 164,7 km | Vlakke rit          | Fernando Gaviria | Fernando Gaviria  |
| 3e     | 28 januari | Ullum                      | Punta Negra                | 15,2 km  | Individuele tijdrit | Remco Evenepoel  | Remco Evenepoel   |
| 4e     | 29 januari | San José de Jáchal         | Villa San Agustín          | 185,8 km | Heuvelrit           | Fernando Gaviria | Remco Evenepoel   |
|        | 30 januari | Rustdag                    | Rustdag                    | Rustdag  | Rustdag             | Rustdag          | Rustdag           |
| 5e     | 31 januari | San Martín                 | Alto Colorado              | 169,5 km | Bergrit             | Miguel Flórez    | Remco Evenepoel   |
| 6e     | 1 februari | Circuito San Juan Villicum | Circuito San Juan Villicum | 174,5 km | Heuvelrit           | Zdeněk Štybar    | Remco Evenepoel   |
| 7e     | 2 februari | San Juan                   | San Juan                   | 141,3 km | Vlakke rit          | Fernando Gaviria | Remco Evenepoel   |

## Klassementsleiders na elke etappe
| Etappe | Winnaar          | Algemeen klassement · | Sprintklassement · | Bergklassement · | Jongerenklassement · | Ploegenklassement      |
| ------ | ---------------- | --------------------- | ------------------ | ---------------- | -------------------- | ---------------------- |
| 1      | Rudy Barbier     | Rudy Barbier          | Daniel Juárez      | Nicolás Paredes  | Tomas Contte         | Israel Start-Up Nation |
| 2      | Fernando Gaviria | Fernando Gaviria      | Daniel Juárez      | Nicolás Paredes  | Tomas Contte         | Israel Start-Up Nation |
| 3      | Remco Evenepoel  | Remco Evenepoel       | Daniel Juárez      | Nicolás Paredes  | Remco Evenepoel      | Deceuninck–Quick-Step  |
| 4      | Fernando Gaviria | Remco Evenepoel       | Daniel Juárez      | Nicolás Paredes  | Remco Evenepoel      | Deceuninck–Quick-Step  |
| 5      | Miguel Flórez    | Remco Evenepoel       | Daniel Juárez      | Guillaume Martin | Remco Evenepoel      | Movistar Team          |
| 6      | Zdeněk Štybar    | Remco Evenepoel       | Daniel Juárez      | Guillaume Martin | Remco Evenepoel      | Movistar Team          |
| 7      | Fernando Gaviria | Remco Evenepoel       | Daniel Juárez      | Guillaume Martin | Remco Evenepoel      | Movistar Team          |

## Eindklassementen

### Algemeen klassement
| Algemeen klassement   |                 |                             |           |
| Plaats                | Naam            | Ploeg                       | Tijd      |
| Bolletjestrui (blauw) | Remco Evenepoel | Deceuninck–Quick-Step       | 23u13'59" |
| 2                     | Filippo Ganna   | Team Ineos                  | +33"      |
| 3                     | Oscar Sevilla   | Team Medellin               | +1'01"    |
| 4                     | Brandon McNulty | UAE Team Emirates           | +1'21"    |
| 5                     | Miguel Flórez   | Androni Giocattoli-Sidermec | +2'11"    |

### Sprintklassement
| Plaats    | Naam                  | Ploeg                       | Punten |
| --------- | --------------------- | --------------------------- | ------ |
| Gele trui | Daniel Juárez         | Agrupacion Virgen De Fatima | 17     |
| 2         | Francisco Monte       | Argentinië                  | 9      |
| 3         | Juan Ignacio Curuchet | Argentinië                  | 6      |
|           |                       |                             |        |
| 13        | Remco Evenepoel       | Deceuninck–Quick-Step       | 1      |

### Bergklassement
| Plaats      | Naam             | Ploeg                       | Punten |
| ----------- | ---------------- | --------------------------- | ------ |
| Oranje trui | Guillaume Martin | Cofidis                     | 22     |
| 2           | Nicolás Paredes  | Team Medellin               | 20     |
| 3           | Mattia Bais      | Androni Giocattoli-Sidermec | 17     |
|             |                  |                             |        |
| 6           | Remco Evenepoel  | Deceuninck–Quick-Step       | 12     |

### Jongerenklassement
| Plaats      | Naam                 | Ploeg                                    | Tijd      |
| ----------- | -------------------- | ---------------------------------------- | --------- |
| Groene trui | Remco Evenepoel      | Deceuninck–Quick-Step                    | 23u13'59" |
| 2           | Brandon McNulty      | UAE Team Emirates                        | +1'21"    |
| 3           | Diego Andres Camargo | Colombia Tierra de Atletas-GW Bicicletas | 4'53"     |

### Ploegenklassement
| Plaats | Ploeg         | Tijd      |
| ------ | ------------- | --------- |
| 1      | Movistar Team | 69u54'14" |
| 2      | Team Medellin | +50"      |
| 3      | Cofidis       | +1'17"    |